# 浦上政宗
浦上政宗（16世紀—1564年2月23日）是日本戰國時代的武將。備前國的戰國大名。父親是浦上村宗。

## 生平

### 繼承家督
生年不詳，家中長男。幼名虎滿丸。享祿4年（1531年），因為父親村宗在攝津國天王寺戰死，於是繼承家督。在這段時期，因為還很年幼，於是一族的浦上國秀成為後見，直至天文7年（1538年）。
最初與殺父仇人赤松政祐激烈對立，一直持續爭鬥。不過在天文6年（1537年），尼子詮久（後來的晴久）開始侵攻山陽道後，與政祐達成和睦。與政祐一同對抗尼子氏，不過因為國眾離反而敗北，被迫從備前國撤退至播磨國。天文8年（1539年）末，被東進的尼子軍從播磨流放，奉迎政祐並經由淡路，逃到和泉國的堺。
天文9年（1540年）初，政祐受將軍足利義晴下賜偏諱，改名為赤松晴政。同時自身亦元服，受晴政下賜偏諱，改名為與四郎政宗。

### 獨立
詮久在吉田郡山城之戰期間，撤去播磨的駐軍後，天文11年（1542年），得到幕府的協助，與晴政一同返回播磨。天文13年（1544年），成功回復播磨、備前兩國的領地。在這段過程中，一直擔任赤松家臣團的總指揮，因此在以後就成為晴政的第一宿老，與晴政的奉行人連署，發出傳達赤松氏命令的奉書等。另外，獨自與備前西部的松田氏、税所氏等建立親戚關係，以室津的室山城為據點，加強在備前、播磨的勢力，漸漸脫離赤松家臣的身份。

### 與弟弟對立
天文20年（1551年），尼子晴久再次侵攻備前，因對晴久持和善立場，而與弟弟宗景產生嫌隙。其後，政宗與晴久、松田元輝結成同盟，宗景則得到毛利元就的援助，雙方對立。投向政宗的備前國眾（浮田國定等）和投向宗景的國眾（中山信正等）亦開始爭奪備前的霸權。不過在天神山城和新庄山城等地的戰事中敗北，舊主晴政出兵至三石城等，也遭敵軍包圍，又因不能控制己方的國眾，在弘治年間（1555年—1557年），於備前的勢力大大衰退。
在這段時期，向尼子晴久數度請求支援，晴久親自率領約3萬餘軍勢，撃破侵攻美作國的宗景，不過沒能決定勝負。晴久在不久後急死，尼子氏勢力衰退，因此陷入沒有支援的情況。

### 戰死
永祿元年（1558年），以足利義輝的仲裁，希望與毛利氏達成和睦。同年，為了自身復權，成功流放赤松晴政並令其子義祐繼承家督。不過被追放的晴政亦投靠女婿兼龍野城城主赤松政秀，於是令龍野赤松氏成為獨立勢力，產生新的敵人。
永禄6年（1563年），與對立超過10年的宗景達成和睦，並與播磨的黑田職隆結親，以圖再起。永祿7年（1564年）1月，在室山城中，職隆的女兒和兒子清宗（小次郎、或與四郎）舉行婚禮期間，婚禮當晚受赤松政秀奇襲，父子一同戰死。法名實嚴祐真禪定門。

## 登場作品
電視劇
- 『軍師官兵衛』（NHK大河劇，2014年，演員：新納敏正）

## 外部連結
- 武家家伝＿浦上氏 （页面存档备份，存于）